# Hervarth Frass von Friedenfeldt
Hervarth Frass von Friedenfeldt (26 maggio 1913 – 20 settembre 1941) è stato uno schermidore cecoslovacco, vincitore di una medaglia di bronzo ai campionati mondiali di scherma.